# Diecezja Xiangyang
Diecezja Xiangyang (łac. Dioecesis Siamiamensis, chiń.) – rzymskokatolicka diecezja ze stolicą w Xiangyang, w prowincji Hubei, w Chińskiej Republice Ludowej. Biskupstwo jest sufraganią archidiecezji Hankou.

## Historia
25 maja 1936 papież Pius XI bullą Sollicito studio erygował prefekturę apostolską Xiangyang. Dotychczas wierni z tych terenów należeli do wikariatu apostolskiego Laohekou (obecnie diecezja Laohekou).
Z 1950 pochodzą ostatnie pełne, oficjalne kościelne statystyki. Prefektura apostolska Xiangyang liczyła wtedy:
- 20 184 wiernych (1,7% społeczeństwa)
- 21 kapłanów (19 diecezjalnych i 2 zakonnych)
- 34 sióstr i 2 braci zakonnych
- 13 parafii.

10 maja 1951 prefektura apostolska Xiangyang została podniesiona do rangi diecezji.
Od zwycięstwa komunistów w chińskiej wojnie domowej w 1949 diecezja, podobnie jak cały prześladowany Kościół katolicki w Chinach, nie może normalnie działać. Bp Francis Yi Xuanhua podjął współpracę z komunistami. M.in. bez zgody papieża wyświęcił jednego lub dwóch nowych biskupów Patriotycznego Stowarzyszenia Katolików Chińskich, czym zaciągnął na siebie ekskomunikę latae sententiae. Posłuszeństwo wobec władz państwowych nie uchroniło go przed śmiercią w czasie rewolucji kulturalnej.
Brak jest informacji o jakimkolwiek biskupie z Kościoła podziemnego.
Patriotyczne Stowarzyszenie Katolików Chińskich nigdy nie mianowało następcy bp Yi Xuanhua. W 1999 do diecezji Xiangyang przyłączyło ono diecezję Laohekou i prefekturę apostolską Suixian. Zostało to dokonane bez mandatu Stolicy Świętej, więc z kościelnego punktu widzenia działania te były nielegalne i nieważne.

## Ordynariusze
- Francis Yi Xuanhua
  - prefekt apostolski (1936 – 1951)
  - biskup (1951 - 1974)
- sede vacante (być może urząd sprawował biskup(i) Kościoła podziemnego) (1974 – nadal)